# Gridcoin
Gridcoin (ticker: GRC) este o criptomonedă cu sursă deschisă care recompensează în siguranță calculul voluntar efectuat în rețeaua BOINC, o platformă de calcul distribuită care găzduiește peste 30 de proiecte științifice care acoperă o gamă largă de discipline științifice.
A fost creată pe 16 octombrie 2013 de Rob Halförd. Gridcoin, ca și Peercoin, utilizează un protocol de dovadă a mizei care încearcă să abordeze și să ușureze impactul asupra mediului al minării criptomonedei, în comparație cu sistemul de dovadă a lucrului utilizat de Bitcoin.
Implementarea Gridcoin-Research a fost creată ca un fork de Bitcoin și Peercoin și este licențiată sub licența MIT. Utilizează Qt 5 pentru interfața sa de utilizator, iar executabilele predefinite ale portofelului sunt distribuite pentru Windows, MacOS și Debian.

## Linkuri externe
- Site-ul oficial Gridcoin